# Aeroportul Gökçeada
Aeroportul Gökçeada (IATA: GKD, ICAO: LTFK) este un aeroport din Imbros, Districtul Gökçeada, Provincia Çanakkale, Turcia ce deservește zona Imbros. Aeroportul a fost tranzitat în 2021 de 0 pasageri.
Situat la o altitudine de 222 m, aeroportul dispune de o singură pistă.